# Riga
För andra betydelser, se Riga (olika betydelser).

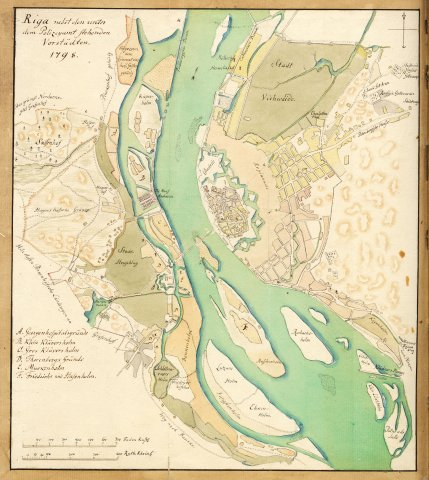
Riga med omgivning 1798; karta av Johann Christoph Brotze.

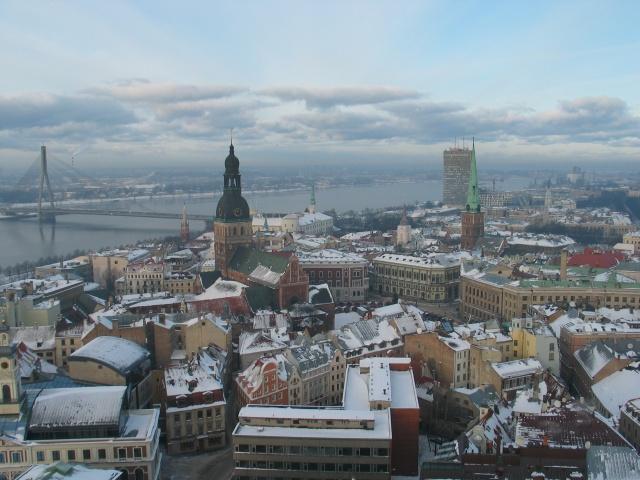
Gamla staden med Daugava i bakgrunden.

Riga (lettiska: Rīga [ˈriːɡa] ( lyssna); liviska: Rīgõ; ryska: Рига [ˈrʲigə]) är Lettlands huvudstad. Den ligger vid floden Daugava, nära dess utlopp vid Rigabukten i Östersjön. År 2021 hade staden 621 000 invånare, vilket är ungefär en tredjedel av Lettlands befolkning, och Riga är både kulturellt och ekonomiskt centrum för Lettland.
Riga grundades 1201 och var tidigare medlem av Hansan. Stadens historiska centrum är upptaget på Unescos världsarvslista. Vidare har Riga arrangerat Eurovision Song Contest 2003 och världsmästerskapet i ishockey för herrar 2006 och 2021.

## Historik
Arkeologiska fynd i området har daterats till 2000–2500 före Kristus. Historiskt har Riga varit Baltikums viktigaste handelsstad. Efter Rigas grundläggning av biskopen och krigaren Albert av Riga 1201 har omgivande folk – tyskar, litauer, polacker, svenskar och ryssar – bekrigat varandra och letterna i syfte att dominera Rigaområdet. Oavsett vilken utländsk makt som härskat över Riga, så har den egentliga makten funnits hos stadens köpmannaaristokrati, åtminstone från medeltiden fram till 1914. Under 1100–1300-talen fanns en tysk strävan att kristna, behärska handeln i och härska militärt över Östersjön, och kontroll över Riga var en förutsättning för sådan dominans.

### Legenden om Rigas grundläggning
En legend om Rigas grundläggning handlar om Kristaps den Store, som bar vandrare på ryggen över floden Daugava. Kristaps bodde i en stuga på en av flodbankarna. En dag fann han ett barn. När han vadade över Daugava med barnet på ryggen blev bördan allt tyngre och när Kristaps till slut lyckades korsa floden var det endast genom att uppbåda sina sista krafter. Nästa morgon hade barnet förvandlats till en kruka med guld. Kristaps var sparsam och gjorde inte av med ett uns av guldet. Efter Kristaps död, gör legenden gällande, användes guldet för att finansiera byggandet av Riga.

### Medeltiden

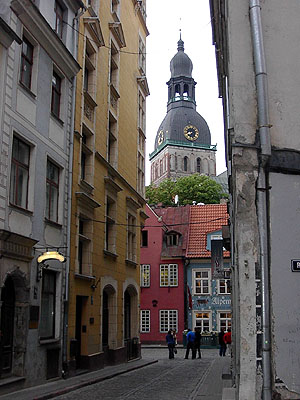
Domkyrkan i Gamla staden

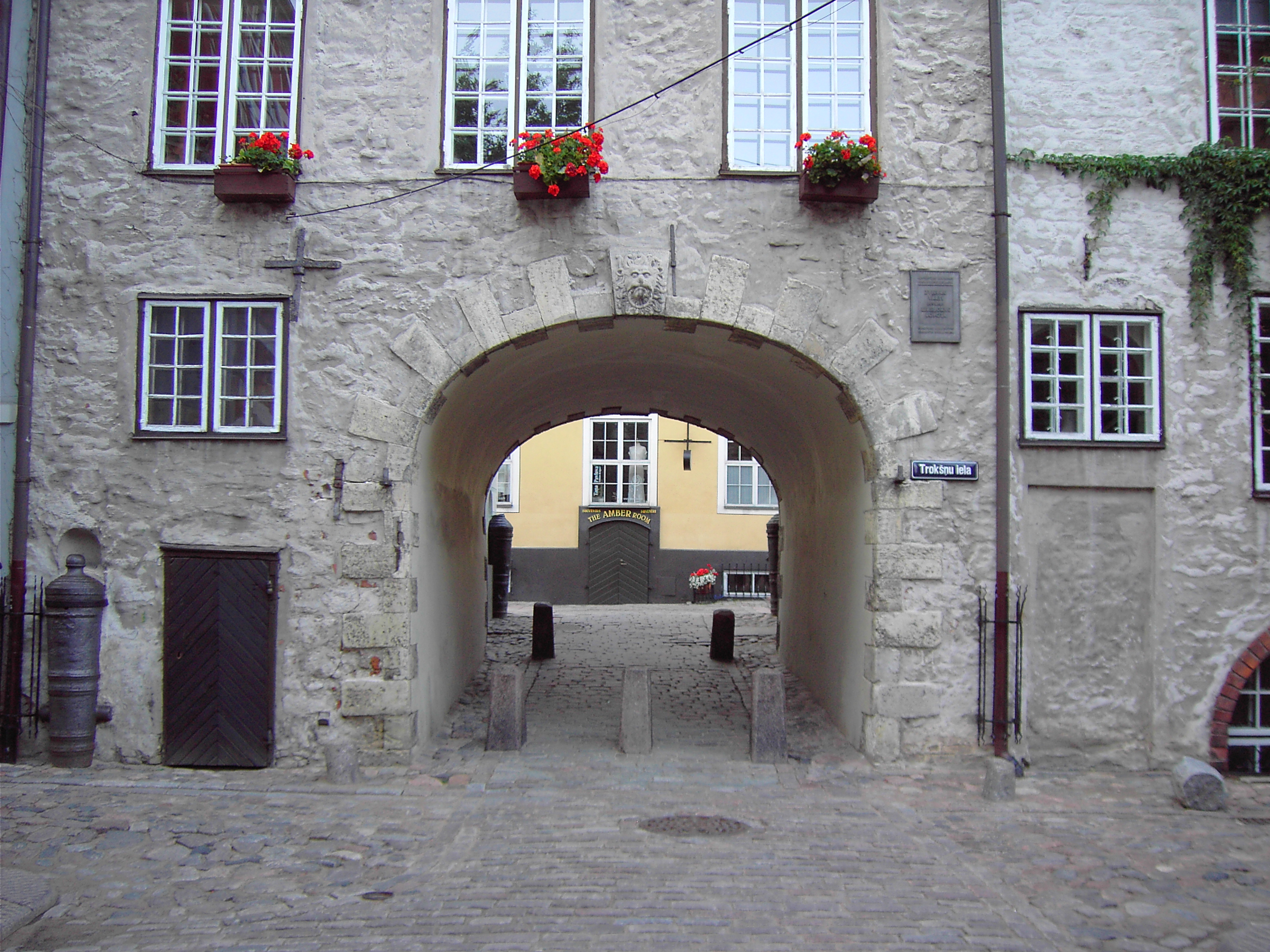
Svenskporten i Riga

Under tidig medeltid användes Daugava av vikingar för att nå de ryska områdena, och bortom dem floderna som ledde till Svarta havet och Kaspiska havet. Också tyska köpmän seglade uppströms i floden. De tyska köpmännen färdades vid denna tid i de lettiska områdena beväpnade och stridsberedda. Det första dokumenterade mötet mellan livländska stammar och tyska köpmän ägde rum 1182 och skedde där Rigaån utmynnar i Daugava. Intresset att utbreda kristendomen ledde till att tyska missionärer sändes till det lettiska området från 1180-talet. Det tyska intresset var först koncentrerat till platsen Ikšķile. Dit flyttade år 1184 augustinermunken Meinard, som år 1186 utsågs till biskop över Ikšķile och närområdena av Bremens ärkebiskop. Meinard, som dog 1197, efterföljdes av Berthold. Denne stacks ihjäl, möjligen av den livländske hövdingen Imaut, på den plats där Riga ligger idag. En ny biskop, Albert, anlände 1199 med 23 fartyg med korsfarare till Ikšķile. År 1201 flyttade denne episkopatet (biskopsstiftet) till Riga, vilket räknas som Rigas grundläggning.
I Riga lät biskop Albert inleda arbetet med en befästning på platsen där Rigas slott ligger idag. Borgen var främst avsedd att hysa och skydda en växande tysk befolkning av klerker och köpmän. År 1202 grundade biskop Albert Svärdsriddarorden, en armé som snart påbörjade erövringen av områdena runt Riga. De lettiska folken bjöd motstånd till en början, men besegrades efterhand, och på 1290-talet upphörde stridshandlingarna. Svärdsriddarna sorterade först under biskopssätet, men uppmanade efter en tid episkopatet. År 1237 tvingades en försvagad Svärdsriddarorden, nu under namnet Livländska orden, ingå i Tyska orden, men behöll viss autonomi. Tyska orden upprättade en feodal organisation med ett toppskikt som i huvudsak bestod av tyskar. Några polska feodalherrar förekom, men de underordnade var uteslutande letter. Under stora delar av medeltiden rasade maktkampen om Riga mellan stadens borgare, biskopen av Riga och Tyska orden. Under 1400-talet besegrades Tyska orden av både litauisk-polska och ryska arméer, men Livländska orden återerövrade dock Riga 1491.
Byggandet av Riga domkyrka hade inletts 1211. År 1215 hade Riga eldhärjats, men stadens befolkning växte och handeln fick ett uppsving. Bland annat ökade handeln med Visby sedan anloppsavgiften tagits bort för gotländska fartyg, de så kallade Gotlandsprivilegierna. År 1252 (eller eventuellt 1255) upphöjdes biskopsstolen i Riga till ärkebiskopssäte. År 1282 kom staden med i Hansan och var då näst största Hansestad på Östersjökusten efter Lübeck. Fartygen seglade in i staden genom en kanal som delvis ännu finns kvar. Under Hansan exporterade Riga linne, päls, timmer och bivax, medan vin, tyger, järnredskap och konstföremål importerades. Staden styrdes av ett råd med 12–20 livstidsutsedda medlemmar. Stadens lagar gav Rigas invånare rätt att bedriva skattefri handel och att grunda hantverkarskrån. Under 1300-talet etablerades tre sådana skrån i staden. Det var skrået för stadens hantverkare, det så kallade Lilla Gillet. Det var Stora gillet för de rikare köpmännen och slutligen Svarthuvudbrödernas gille, de utländska köpmännens organisation. År 1442 lät Riga för första gången prägla egna mynt. Rigas slott anlades mellan 1328 och 1340 under ordensmästaren Eberhard von Monheim.
Rigas stadsmur byggdes upp från 1200- till 1500-talet.

### Kampen om Riga 1561–1721
Under 1600-talet uppdaterades befästningarna i och runt staden, med ett nybyggt citadell invid den gamla stadskärnan.
Mellan senare delen av 1500-talet och 1660 kämpade Sverige, Polen och Ryssland om att behärska Riga. Staden utsattes för flera erövringsförsök. Inne i staden behöll den tyskättade aristokratin greppet över politik och ekonomi. Riga nåddes tidigt av Martin Luthers läror och blev snart protestantiskt. Reformationen försvagade kyrkans ställning. 
År 1559 hotades Riga av ryska trupper under tsar Ivan IV, under livländska kriget. Efter tre dagars belägring drog sig dock de ryska styrkorna tillbaka. Oron för ytterligare attacker ledde till att Riga allierade sig med den litauisk-polska statsbildningen. År 1561 slog sig den livländska delen av tyska orden samman med litauisk-polska stridskrafter under kung Sigismund II August. Efter detta var orden uträknad som separat politisk faktor. Rigas stadsfullmäktige vägrade dock att underordna sig Polen-Litauen. Staden ville bara erkänna den tysk-romerske kejsarens överhöghet. Därmed kom Riga att uppleva tjugo år (1561–1581) av relativt oberoende. Sedan litauisk-polska styrkor slagit tillbaka ännu ett ryskt angrepp, gav stadens råd med sig och 1582 kom den litauisk-polske kung Stefan Batory till Riga för att motta stadens bekräftelse på underkastelse. Den litauisk-polska styrelsen var mån om att återinföra katolicismen, vilket gick trögt. Försök att införa den gregorianska kalendern ledde till upplopp i Riga mellan åren 1584 och 1589.
Det litauisk-polska inflytandet blev inte långvarigt. År 1601 utbröt krig mellan Sverige och Polen med Riga som en av krigsskådeplatserna. Svenska trupper misslyckades samma år att inta Riga. Svenskarna återkom 1605 under Karl IX:s ledning, men misslyckas på nytt med en stormning. Svenskarna drog sig tillbaka till Salaspils, även känt som Kirkholm, 25 kilometer uppströms Daugava. Där led den svenska armén ett av sina svåraste nederlag någonsin. Av 15 000 man stupade nära 9 000. Sommaren 1621 återkom svenska armékårer till Riga en tredje gång, nu med 20 000 man under ledning av Gustav II Adolf. Denna gång tvingades staden, som försvarades av 2 000 soldater, kapitulera för svenskarna. 
Rigas råd tvingades godkänna det svenska maktövertagandet, som formellt bekräftades 1629 genom stilleståndet i Altmark. Den svenskstyrda epok som därmed inleddes varade till 1710. Svensktiden skildras gärna som en tid då villkoren förbättrades för letterna, den lettiska kulturen och det lettiska språket. Post- och Inrikes Tidningar började tryckas på det lettiska språket. Bibeln översattes av Jānis Gliks till lettiska och utgavs med svenskt stöd. I politiken var det lettiska inflytandet över Livland begränsat, eftersom landet styrdes som en erövrad provins. Svenskarna satte det livländska överhuset med dess tysk-baltiska adel ur spel. Den svenska kronan drog in en stor del av den tyska adelns lantegendomar genom reduktionen. Livegna lettiska bönder blev därmed fria kronobönder. 
Under den första svensktiden, fram till 1660-talet, var Riga den största staden i det område som ingick i det svenska riket. Riga var en stor utskeppningshamn för bland annat lin, hampa och skeppsmaster. Upp till 400 fartyg rymdes på redden längs Daugava.
Det svenska styret har inte lämnat många bestående spår, men svenskarna befäste staden ytterligare för att freda den främst från ryska angrepp. Den svenska försvarsstyrkan bestod normalt av mellan 2 000 och 4 000 man. De flesta av dem var finländare. Stadens försvarsverk bättrades på under Erik Dahlberghs tid som Livlands generalguvernör 1696–1702. Från denna tid härrör kruttornet Pulvertornis och så kallade Svenskporten. Ett par bronskanoner vid Rigas domkyrka skänktes av drottning Kristina. De svenska generalguvernörerna hade sitt säte i Rigas slott. Guvernörerna kom i regel från släkter i den svenska högadeln: Oxenstierna, De la Gardie, von Fersen, Douglas, Wrangel och Skytte. Det svenska styret utmanade inte på allvar det infödda tyska borgerskapets hegemoni över Riga, och tyskarna utgjorde fortfarande majoritet i staden.
Några gånger hotades den svenska överhögheten. Krig mellan Sverige och Ryssland utbröt 1656. Då belägrade ryska styrkor under tsar Aleksej I:s ledning Riga i augusti, utan att staden intogs. Sedan följde en relativt lugn fyrtioårsperiod med ett avbrott 1700, då staden angreps av sachsiska arméer. Dessa slogs emellertid tillbaka genom den svenska övergången av Düna 1701. Efter slaget vid Poltava och skingrandet av den svenska armén tog Ryssland greppet över Baltikum. Mellan den 3 november 1709 och 3 juli 1710 belägrade och bombarderade ryska trupper Riga. Det svenska försvaret, som leddes av general Nils Stromberg, kapitulerade. Ryssarna hade därmed brutit den svenska dominansen över Baltikum och intog området. Kriget hade skördat offer bland stadsinnevånarna och förutom själva krigshandlingarna plågade pest och andra farsoter Rigas befolkning.
År 1521 skrev Luther ett brev till stadsfullmäktige i Riga, det första av sjutton, i vilket han uppmanade Riga att grunda bibliotek och reformerta skolor. Ett historiskt viktigt bibliotek, Bibliotheca Rigensis, påbörjades med Nicolaus Ramm som förstebibliotekarie. Stommen i samlingen utgjordes av olika klosterbiblioteks förskingrade skrifter. År 1588 installerades en första tryckpress av Nicolaus Mollyn som under de följande 38 åren utgav 179 titlar. Någon högre utbildning anordnades inte i Riga före 1631, då ett gymnasium öppnade.

### Riga huvudstad i Rysslands livländska guvernement 1721–1918
Riga blev med freden i Nystad 1721 den tredje största staden i det ryska imperiet. År 1765 grundades Rigas första försäkringsbolag. År 1784 etablerades en sockerfabrik där området Sarkandaugava ligger idag. Efter Polens delning blev Riga 1796 centrum för Rysslands Guvernementet Livland. Vid tiden för napoleonkrigen befarades ett angrepp på Riga när franska arméer på väg mot Moskva ryckte fram genom Kurland. Den 17 juni 1812 utlystes undantagstillstånd. Den ryske befälhavaren i Riga, Magnus Gustav Essen, nåddes enligt sägen av underrättelser från en spejare vid namn Tidemann. Denne hade observerat ett större dammoln och drog slutsatsen att fransmännen närmade sig Riga. Essen fattade då beslutet att sticka i brand all trähusbebyggelse som omgav stadskärnan. Strategin gick ut på att hejda angriparna med en mur av flammor. Elden ödelade nära 800 hus och som gjorde nästan 7 000 människor hemlösa. Under tiden hade fransmännen tagit en annan väg. Essen avsattes och kallades till Moskva, där han senare tog sitt liv.
Livegenskapen avskaffades tidigare i Livland och Kurland än i övriga ryska provinser. Maktförhållandena i Riga präglades i ringa grad av den ryska överhögheten. Det tyskättade borgerskapet hade alltjämt makten och stöddes också av den tsaristiska regimen. Så småningom tilläts den lettiska landsortsbefolkningen bosätta sig i Riga. Riga växte under 1800-talet till en ledande hamnstad och Rysslands största utskeppningshamn på Östersjökusten. Särskilt omfattande var utskeppningen av timmer. Industrialismen sköt fart från mitten av 1800-talet. Börsen hade grundats redan 1816. År 1841 etablerade sig den ryske porslinstillverkaren Sidor Kuznetsov i staden. År 1870 öppnade Riegerts chokladfabrik som senare bytte namn till Laima. Industrietableringen tilltog rejält under 1880-talet med bland annat Ilguciens glasfabrik, Leitners cykelfabrik och gummitillverkaren Provodnik. Apparatfabriken VEF (Valsts elektrotehniskā fabrika, Statens elektrotekniska fabrik) etablerades 1898. År 1900 startades Latvijas Balzams, idag det största lettiska brännvinsdestilleriet, i utlandet mest är känd för drycken Rigabalzam. År 1907 etablerades industrier för tillverkning av järnvägsvagnar och bilar, tre år därefter en fabrik för flygplanstillverkning. Inför krigsutbrottet 1914 var Riga en högt industrialiserad stad.
Staden växte, och utanför murarna byggdes trähusområden huvudsakligen befolkade med inflyttade ryssar. Under 1840-talet inleddes en uträtning av gatunätet. Paris stod modell när monumentala boulevarder anlades. År 1857 började man riva stadsmurarna samtidigt som anläggandet av parker och en stadskanal bidrog till stadskärnans försköning. Rigaoperan började byggas 1857. Därefter etablerades ytterligare nationella institutioner såsom nationalteatern. Även den västra sidan av floden, Pardaugava, började bebyggas på slutet av 1800-talet. År 1905 skakades Riga av oroligheter då minst 50 000 demonstranter drog fram på gatorna. Resningen dränktes i blod, när tsaren lät avrätta nära 2 000 oppositionella bara i Riga. Den tyska kulturella dominansen var på väg att brytas. En grupp inhemska intellektuella runt diktaren Jānis Rainis började formulera självständighetskrav för letternas räkning. År 1800 var 45 % av Rigas befolkning tyskar, 25 % letter och 14 % ryssar. Under slutet av 1800-talet ökade dock andelen letter snabbt. 1881 var 30 % tyskar, 33 % letter, 19 % ryssar och 8,5 % judar. 1913 angav 40 % av befolkningen sig som letter, 20 % ryssar, 13 % balttyskar och som 7 % judar.
Stadsmuren och de olika bastionerna revs runt 1800-talets mitt, varefter en ring av parker och boulevardes lades ut i deras ställe; detta inkluderade byggnader i monumentalformat och kvarter med bostäder. I början av 1900-talet skedde sedan ett ökande byggande, med en stor mängd arkitektur i jugendstil.

### Riga huvudstad i ett självständigt Lettland 1914–1939
Åren 1914–1920 härjades Lettland av krig. Världskriget slog hårt mot Riga. En stor del av stadsbefolkningen tvångsevakuerades. År 1915 monterades stora delar av industrin ner och transporterades till ryskkontrollerat område. Det var godstransport av stora mått. Frakten tog i anspråk hela 40 000 järnvägsvagnar. Åren 1917 till 1920 blev turbulenta då Tyskland och Ryssland stred om att kontrollera Riga. I september 1917 intog tyska styrkor Riga. I december samma år, under den ryska revolutionen, utropade revolutionärerna under Lenin Lettland till sovjetisk rådsrepublik. Tyska trupper besatte Riga i februari 1918 men Röda armén återtog under hösten greppet efter den tyska kapitulationen 1918. Den 18 november 1918 utropades så republiken Lettland. Därefter utbröt ett kort inbördeskrig där lettiska förband med understöd av brittiska sjöstridskrafter och tyska frikårer drev tillbaka Röda armén. I maj 1919 upphörde stridshandlingarna. Den följande freden i Riga 18 mars 1921 befäste Lettlands självständighet gentemot Sovjetunionen som lovade att acceptera existensen av ett oberoende Lettland till eviga tider.
Riga fick år 1919 sitt första universitet, Lettlands universitet, skapat utifrån det 1862 grundade Polyteknikum. Det tidigare riddarhuset togs i bruk som parlament. Stora delar av Rigas tyska befolkning, cirka 30 000 människor, flyttade till Tyskland i två omgångar före andra världskriget. Den första flyttvågen kom 1925 i samband med en jordreform i den lettiska befolkningens favör. En andra flyttvåg kom strax före krigsutbrottet 1939. Den politiska situationen under 1930-talet var skakig. De lettiska regeringskriserna avlöste varandra fram till 1934. Då grep premiärminister Kārlis Ulmanis makten. Ulmanis styre var auktoritärt och nationalistiskt. Etiketten "fascistisk regim" användes flitigt under den sovjetiska ockupationen för att karakterisera epoken Ulmanis. 

### Riga under sovjetisk och tysk ockupation 1940–1944

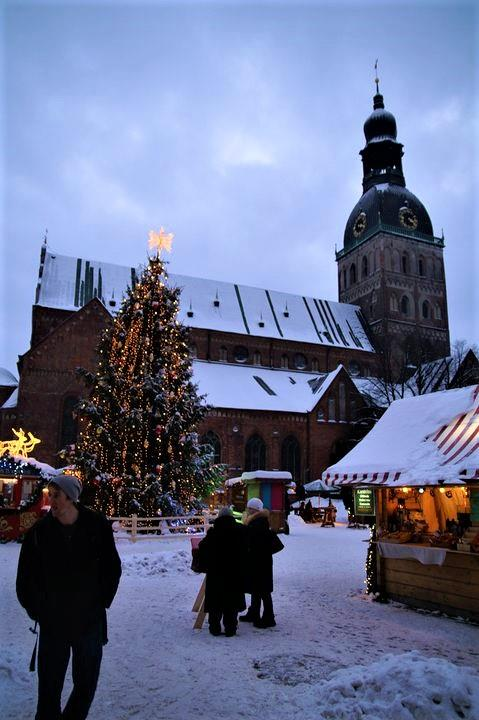
Julmarknad i centrala Riga

Det sovjetiska löftet från freden i Riga 1920, att acceptera existensen av ett oberoende Lettland till eviga tider, höll i tjugo år, fram till juni 1940. Då ockuperade sovjetarmén Riga och hela det baltiska området, enligt överenskommelsen i Molotov-Ribbentrop-pakten. I samband med det beordrades även den tyska befolkningen att lämna staden. Lettland tvingades ge upp sin självständighet och inlemmades i Sovjetunionen. Under det följande världskriget drevs sovjetarmén tillbaka av Tyskland som ockuperade Riga från 2 juli 1941 till 13 oktober 1944. Enligt den tyska indelningen var Riga under kriget huvudstad i Reichskommissariat Ostland. Andra världskriget drabbade Rigas judiska befolkning särskilt hårt. År 1939 levde omkring 45 000 judar i Riga (vilket var en tiondel av stadens hela befolkning). Endast något hundratal fanns kvar i Riga vid krigsslutet. I november och december 1941 mördades över 28 000 judar i det getto som tyskarna hade upprättat. Under kriget deporterades ytterligare tiotusentals judar till de nazistiska utrotningslägrens gaskamrar.

### Riga under den sovjetiska ockupationen 1944–1991
Sedan de tyska styrkorna hade pressats tillbaka 1944 återinlemmades Lettland i Sovjetunionen med Riga som delrepublikens huvudstad. Under den sovjetiska epoken utvecklades Riga till en tungt industrialiserad stad. Riga specialiserades på elektroteknisk och elektronisk industri. Många av Sovjetunionens tvättmaskiner, mopeder och radioapparater (apparatfabriken VEF) tillverkades i Riga. Ingen av dessa producenter klarade övergången till marknadsekonomi från 1991. Andelen ryssar i Riga ökade under hela sovjetperioden. Förryskning var ett led i den sovjetiska politiken samtidigt som tiotusentals letter fängslades och deporterades till avlägsna platser, till exempel Sibirien.
Under 1980-talet liberaliserades idéklimatet i Sovjetunionen under Michail Gorbatjov. Den lettiska miljörörelsen förde en viktig kamp mot kraftverksutbyggnader i Daugava och mot anläggandet av tunnelbana i Riga. Miljörörelsen drev självständighetskravet i full offentlighet från och med augusti 1989, femtio år efter Moltotov-Ribbentrop-pakten.
En viktig kulturell händelse var när rockoperan Lāčplēsis (Björndräparen) gick för utsålda hus i Riga 1987–1988. I föreställningen användes ett klassiskt tema i den lettiska litteraturen för att framhålla det nationella frihetskravet gentemot Sovjetunionen. Lāčplēsis var den första kulturella protesten i den upprorsprocess som ledde fram till självständigheten och grundandet av den andra lettiska republiken 1991.
År 1991 flyttades sovjetiska elitstyrkor, Omon-trupper, till centrala Riga för att försvara den sovjetiska konstitutionen, detta efter att Gorbatjov vägrat bevilja Lettland utträde ur Sovjetunionen. I Riga höll det provisoriska lettiska parlamentet session. Ett stort folkligt uppbåd reste barrikader i Vecrīga (Gamla stan) och hindrade på andra sätt sovjettruppernas framryckning. Vid inrikesdepartementet blev det skottväxling och fem människor dödades. I samband med kuppen i Moskva mot Michail Gorbatjov den 21 augusti 1991 utropade Lettland sin självständighet.

### Riga huvudstad i den andra lettiska republiken från 1991

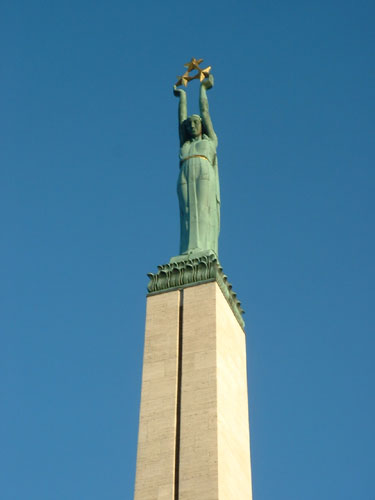
Frihetsmonumentet i Riga.

År 1997 upptogs Gamla stan (Vecrīga) på Unescos världsarvslista. År 2001 utgjorde etniska ryssar mer än femtio procent av Rigas invånare. Många av dessa är inte lettiska medborgare, utan saknar medborgarskap. Det finns en källa till konflikt i polariseringen mellan letter och ryssar i Riga. År 2001 firade Riga 800-årsjubileum och var under detta år europeisk kulturhuvudstad, liksom 2014.

## Geografi
Riga är beläget vid floden Daugava, cirka 15 km från dess mynning i Rigabukten.

### Klimat
Uppmätta normala temperaturer och nederbörd i Riga:
|                                            | Jan  | Feb  | Mar  | Apr | Maj  | Jun  | Jul  | Aug  | Sep  | Okt  | Nov  | Dec  |
| ------------------------------------------ | ---- | ---- | ---- | --- | ---- | ---- | ---- | ---- | ---- | ---- | ---- | ---- |
| Normaldygnets maximitemperaturs medelvärde | −2,3 | −1,7 | 2,7  | 9,8 | 16,2 | 20,1 | 21,7 | 21,0 | 16,3 | 10,4 | 3,9  | 0,3  |
| Normaldygnets minimitemperaturs medelvärde | −7,8 | −7,6 | −4,7 | 1,0 | 5,9  | 10,0 | 12,3 | 11,8 | 8,0  | 4,0  | −0,5 | −4,4 |
|                                            |      |      |      |     |      |      |      |      |      |      |      |      |
| Nederbörd                                  | 34   | 27   | 28   | 41  | 44   | 63   | 85   | 73   | 75   | 60   | 57   | 46   |

| Diagram | temperaturer i °C • månadsnederbörd i mm | temperaturer i °C • månadsnederbörd i mm | temperaturer i °C • månadsnederbörd i mm | temperaturer i °C • månadsnederbörd i mm | temperaturer i °C • månadsnederbörd i mm | temperaturer i °C • månadsnederbörd i mm | temperaturer i °C • månadsnederbörd i mm | temperaturer i °C • månadsnederbörd i mm | temperaturer i °C • månadsnederbörd i mm | temperaturer i °C • månadsnederbörd i mm | temperaturer i °C • månadsnederbörd i mm | temperaturer i °C • månadsnederbörd i mm |
|         | 34 -2 -8                                 | 27 -2 -8                                 | 28 3 -5                                  | 41 10 1                                  | 44 16 6                                  | 63 20 10                                 | 85 22 12                                 | 73 21 12                                 | 75 16 8                                  | 60 10 4                                  | 57 4 -1                                  | 46 0 -4                                  |

## Politik

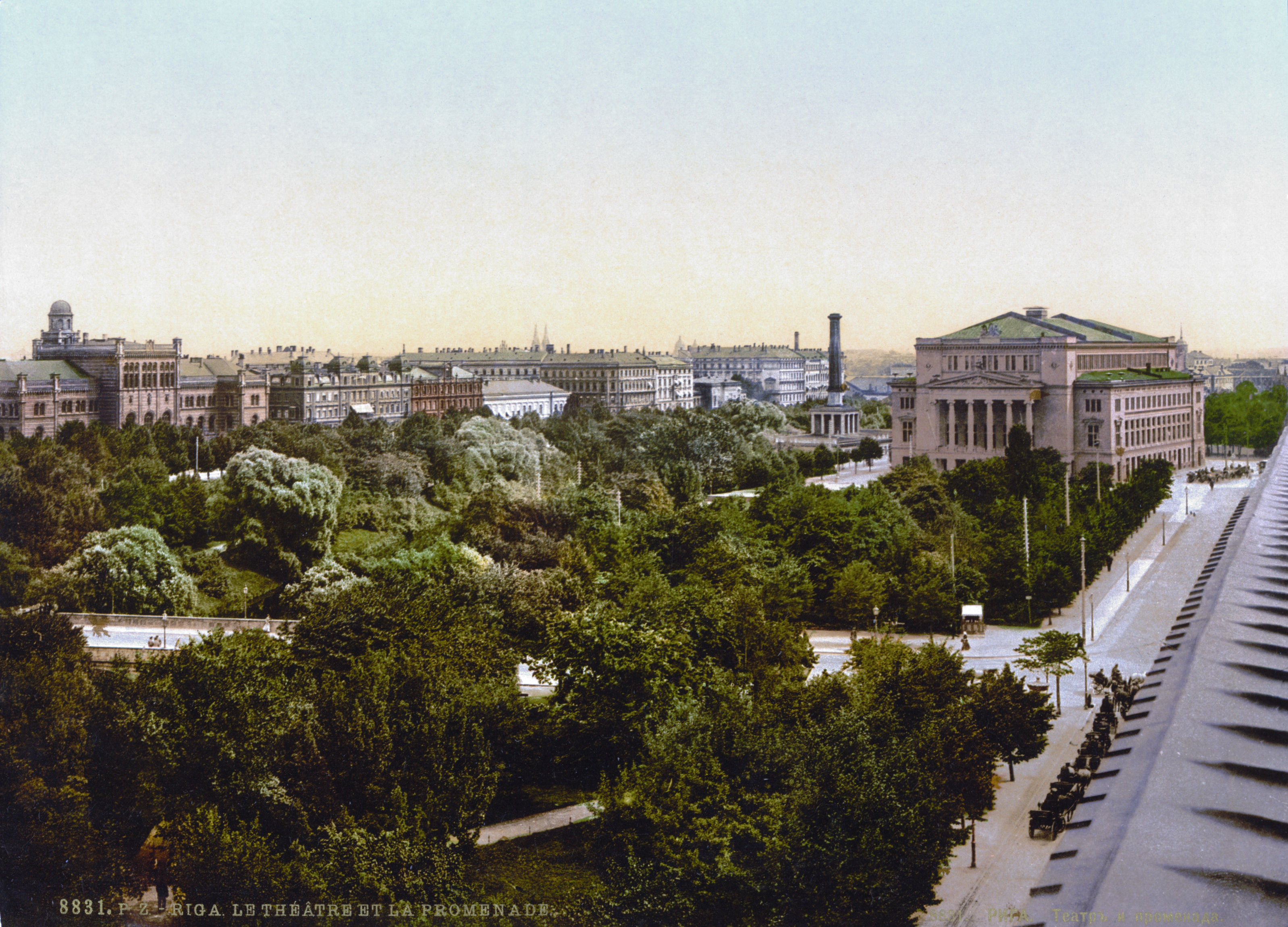
Nationaloperan i Lettland till höger på bilden.

Riga administreras av en borgmästare (från 2007 Jānis Birks, sedan 2009 Nils Ušakovs) och ett stadsråd. Borgmästaren väljs av stadsrådet bland dess 60 medlemmar. Borgmästaren är bland annat stadsrådets ordförande under debatter och representant utanför rättsväsendet och staten.
Stadsrådet är delat mellan olika partier och listor och väljs av stadens invånare vart fjärde år. Stadsadministrationen leds av en direktör (sen 2005 Ēriks Škapars).
Rigas stadsråd har en lång historia, det omtalas redan i dokument från år 1210. De första spåren av ett stadsråd med formell makt kommer från dokument från 1225. På 1200-talet styrde stadsrådet staden och verkade som lagstiftande makt, men från 1300-talet tog de också över som dömande makt. Under början av 1200-talet valdes rådsmedlemmarna för ett år i taget, men allteftersom började de välja sina egna efterföljare och till slut var detta ett livslångt yrke.
Efter 1581, då staten hamnade under det polsk-litauiska samväldet, minskade stadsrådets rättigheter. I slutet av 1500-talet var också stadsrådet i diskussion med de mäktiga skråväsendena om hur staden skulle styras. Under början av 1600-talet stöttades stadsrådet av Sveriges konung (Riga var under denna tid svenskt) och det blev oroligheter på nytt.
Riga föll under det ryska tsardömet 1710 och blev en provins och efter reformer 1783 blev det generalguvernören som styrde. Stadsrådet försökte växlande att skapa sig mer makt under åren som följde, men först vid en reform i stadsadministrationen 1870 blev rådet åter en maktfaktor. År 1877 blev denna reform också implementerad i Riga. Stadsrådet skapades på nytt tillsammans med stadsadministrationen och en borgmästare valdes. Detta system användes också då Lettland var självständigt för första gången mellan 1918 och 1940.
Under sovjetisk ockupation blev staden indelad i sex zoner och folkråd sattes in. Detta råd blev i teorin vald av folket, men i praktiken gick allt under sovjetisk kontroll.
Riga har idag en speciell ekonomisk status i Lettland som frihamn. Det betyder bland annat stora skattelättnader för företag som opererar inom frihamnszonen, ingen moms på de flesta varor och tjänster och inga drivmedelsavgifter. Riga är tillsammans med Ventspils den enda staden i Lettland med denna beteckning, medan Rēzekne och Liepaja är speciella ekonomiska zoner.

## Ekonomi och infrastruktur
Riga har en varierad och mångsidig struktur med en rad olika näringar representerade. Den centrala förvaltningen och handeln dominerar, men därutöver finns även en stor verkstadsindustri. Denna inkluderar produktion av elektroteknisk apparatur, verktyg, fordon och kapitalvaror relaterade till konsumtion.

### Turism

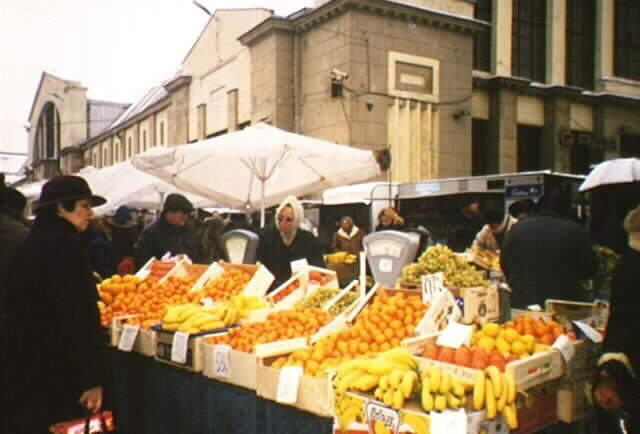
Handel med frukt på Rīgas Centrāltirgus, marknadsplatsen i Riga.

Rigas medeltidspräglade gamla stad har rustats upp efter Sovjetunionens fall och är därför idag till största del mycket fräsch, med nyputsade fasader. Gamla stan är stadens verkliga turistsatsning, med hantverkare som säljer bärnsten och stickade plagg på torgen, souveniraffärer samt restauranger med all världens matkulturer. Nattlivet är utbyggt med många olika slag av barer. Resten av Riga är också känt för vackert ornerade hus i art nouveau. De stora saluhallar som ligger i de gamla hangarerna för zeppelinare utgör tillsammans med kringliggande kvarter vid centralstationen marknadsplatsen Rīgas Centrāltirgus. Den är en av Europas största i sitt slag. I Riga finns också en del monument kvar från den kommunistiska sovjettiden, bland annat en staty över Lettlands röda skyttar.

### Kommunikationer
Riga är centrum för kommunikationerna inom Lettland. Stadens hamn är isfri 8 till 10 månader om året.
Rigas internationella flygplats ligger nio kilometer sydväst om Riga. Färjeförbindelse finns med Tallink till Stockholm. För järnvägstrafiken i Lettland ansvarar det statligt ägda Latvijas dzelzceļš och Rigas centralstation är en viktig knutpunkt i det lettiska järnvägsnätet. Lokaltrafiken sköts av Rīgas Satiksme, som har linjenät för spårvagnar, trådbussar och traditionella bussar. Rigas spårvagnsnät är ganska omfattande och består av nio linjer som trafikerar ett spårnät på 125 kilometer. 
På 1980-talet planerades Rigas tunnelbana, men denna har inte förverkligats.

## Befolkning
Historisk översikt (år, antal invånare):
- 1794: 28 000
- 1810: 32 000
- 1840: 60 000
- 1850: 60 000
- 1867: 102 590
- 1897: 282 230
- 1900: 282 943
- 1913: 517 522
- 1920: 185 137
- 1925: 337 699
- 1930: 377 917
- 1938: 385 864
- 1945: 228 200
- 1970: 731 800
- 1990: 909 135
- 2000: 756 627
- 2005: 745 600
- 2008: 719 613
- 2010: 706 413
- 2021: 621 000[1]

populationen i tusental.

## Kultur och stadsbild
Rigas stadsbild har en ålderdomlig prägel. Detta inkluderar domkyrkan, byggd i tegel och påbörjad på 1200-talet.
År 2014 var Riga den europeiska kulturhuvudstaden, tillsammans med svenska Umeå.

### Parker och konst
I centrala Riga ligger parkområdet Bastejkalns som är en del av det långa parkstråk som halvt omgärdar gamla stan.

### Sport
- Riga FC
- FK RFS
- FS Metta/LU